# Kadaň
Kadaň é uma cidade checa localizada na região de Ústí nad Labem, distrito de Chomutov.